# Сибірське бароко

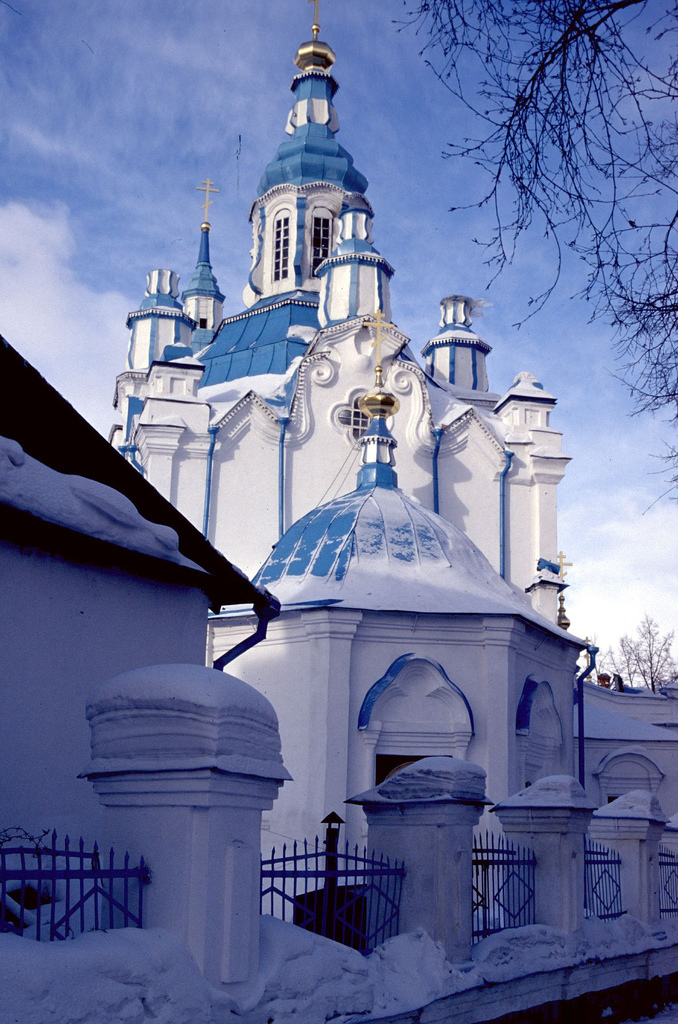
Знаменська церква в Тюмені (1768—1786)

Сибірське бароко — загальне позначення храмової архітектури Сибіру XVIII століття. На 1803 рік у Сибіру налічувалося 115 кам'яних храмів. Частина російського бароко, що зазнав впливу українського бароко і (в окремих випадках) ламаїстського декору. Найбільше пам'ятників збереглося в Іркутську, Тобольську і Томську. Початкові інтер'єри вціліли лише у Хрестовоздвиженській церкві Іркутська.
Сибірські церкви XVIII століття, подібно до більшості пам'яток московського візерунка та бароко, — безстовпні. Із західного боку до них примикають трапезні із дзвіницями. Для барокових пам'яток Сибіру характерне прагнення мальовничому нагромадженню обсягів, що послідовно зменшуються (за висловом А. А. Ю. Каптікова — «Барокова переускладненість форм») . Декоративна система відзначена оригінальними привнесеннями, ймовірно східного походження (стрілчасті сандрики у вигляді полум'я, ступоподібні форми, колесо Дхарми).

## Витоки

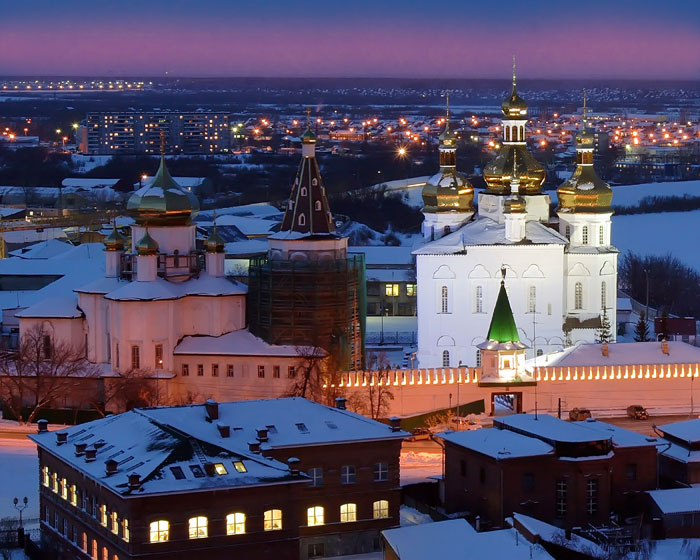
Троїцький монастир (Тюмень) — одна з перших кам'яниць Сибіру.

У XVII столітті кам'яне будівництво у Сибіру велося лише Тобольську і Абалаці. Це були давньоруські споруди з елементами, що панували в російській архітектурі тих років «узорччя». У дусі наришкінського стилю була витримана найраніша кам'яна споруда Тюмені — Благовіщенська церква (1700—1704). Троїцький монастир, що будувався відразу слідом за нею, має багато спільного з українським бароко. Пояснюють це українським походженням тогочасних сибірських ієрархів. Наступні сибірські храми утримали деякі конструктивні елементи українського бароко, зокрема вертикально-склепчасті архітектурні рішення. У літературі відзначається подібність перших тобольських пам'яток з уральськими храмами самого початку XVIII століття, такими, як Далматів монастир і собор у Верхотур'ї (єдиний у своєму роді пам'ятник строганівського кола).
До перших кам'яних споруд на сході Сибіру відносяться Нерчинський Успенський монастир (1712), Посольський Спасо-Преображенський монастир (1718), Спаська і Богоявленська церкви в Іркутську, Богоявленська церква і воєводський будинок в Єнісейут, Спаський монастир іркутська.
Потреба у пишних барокових церквах виникала через потребу пропаганди православія серед місцевого буддійського населення. Наприклад у Бурятії в другій половині XIX століття православні місіонери, скаржачись на неефективність своєї діяльності, вважали однією з її причин "убозтво православних церков порівняно з дацанами".

## Історія вивчення

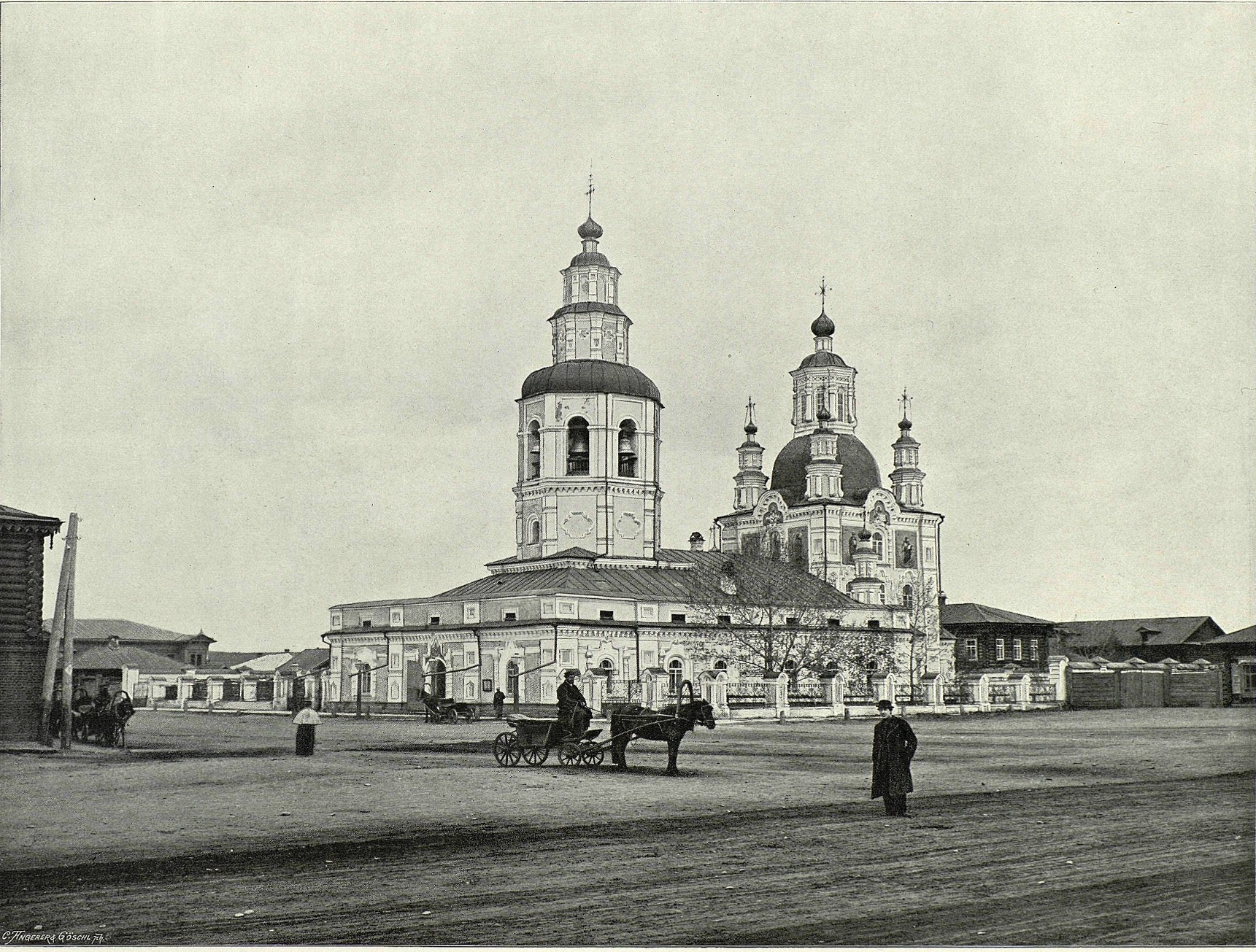
Покровська церква у Красноярську

Найбільш самобутній пам'ятник сибірського бароко — Хрестовоздвиженська церква Іркутська (1747—1758) — буддійськими елементами свого декору привертала увагу вже дореволюційних дослідників російської архітектури. Унікальний пам'ятник намагалися пов'язати з пишним кам'яним мереживом храмів Солікамська та Сольвичегодська. Ігор Грабар бачив у цій церкві запізніле провінційне продовження московського візерунка з його прагненням «прикрасити»: «наївне поєднання відлуння Москви та України химерно сплелося у густий візерунковий килим, зі своєрідним присмаком сусіднього Сходу», — писав він.

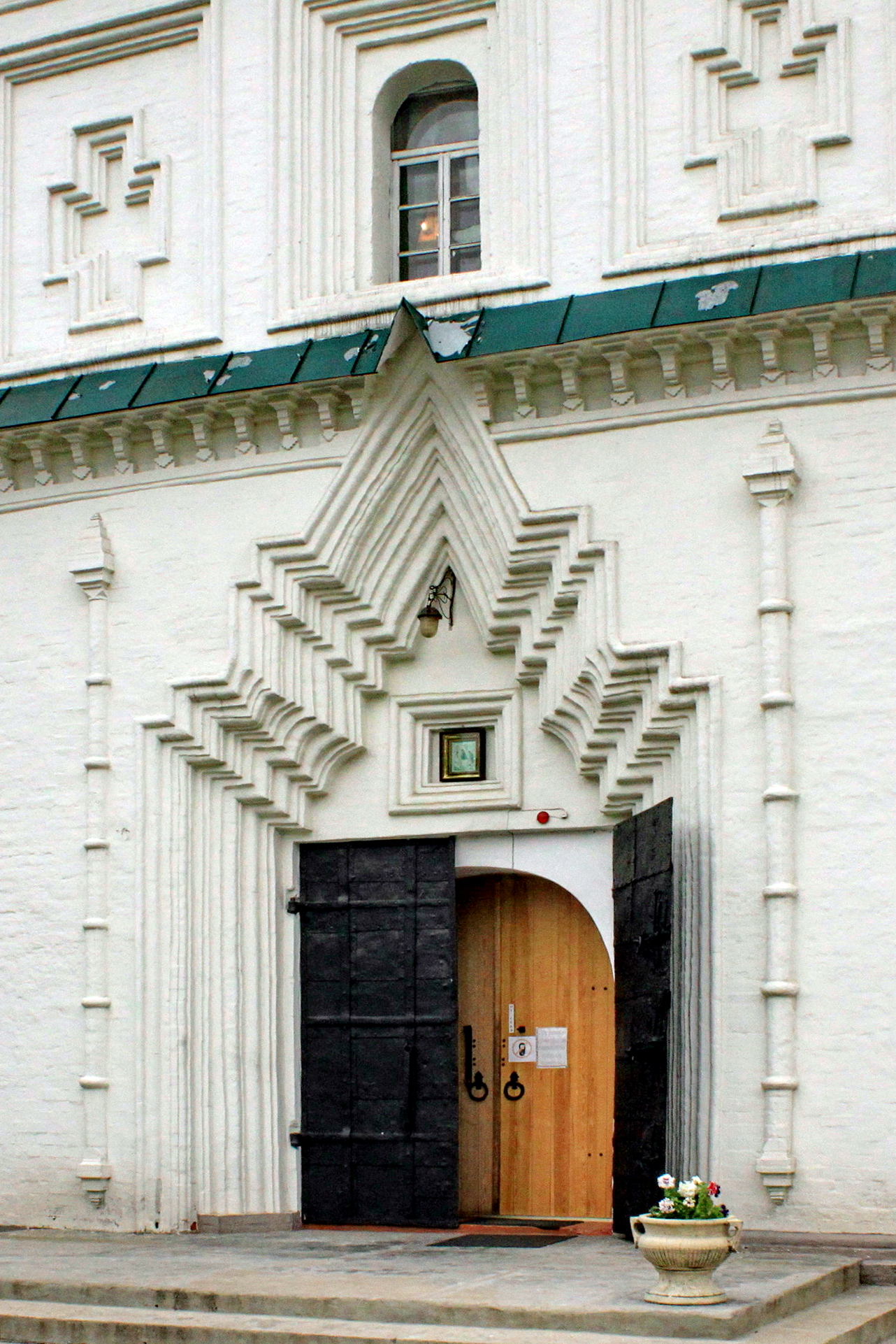
Так як у Сибіру, портали більше не оформлялися ніде

Термін «сибірське бароко» ввів у оборот у 1924 році іркутський краєзнавець Д. А. Болдирєв-Казарін, який писав з приводу Хрестової церкви про «оргіастичні безумства», до яких доходили в обробці стін місцеві майстри, «розливаючи потік узороччя у все багатосаджене поле». Висловлюючи припущення про участь у будівельних роботах місцевих бурятів, Болдирєв-Казарін заявляв, що в Сибіру «деякі деталі монгольської та китайської архітектури приймають знайомі форми кокошників», у той час як «остяцькі, татарські та бухарські» впливи зумовлюють специфіку декору. Ялуторівське та Тарі.
У сімдесяті роки минулого століття вчені радянського періоду вивчали проблему використання східних та українських елементів у сибірській архітектурі XVIII століття. Відзначався «бурятський декор» іркутських храмів і подібність їх об'ємно-планувальних рішень тим, що використовувалися архітекторами північноруських міст — Тотьми та Великого Устюга. З погляду Т. С. Проскурякової, правомірно виділяти два «субрегіональні типи» ранньої сибірської храмової архітектури — західносибірський (Тобольськ, Тюмень, Зауралля) та східносибірський (Іркутськ). А. Ю. Каптіков також розрізняє західно-і східно-сибірські зводи бароко. Він бачить у сибірській архітектурі XVIII століття одну з провінційних шкіл російського бароко — поряд з тотемсько-устюзькою, в'ятською та уральською.

## Пам'ятники сибірського бароко

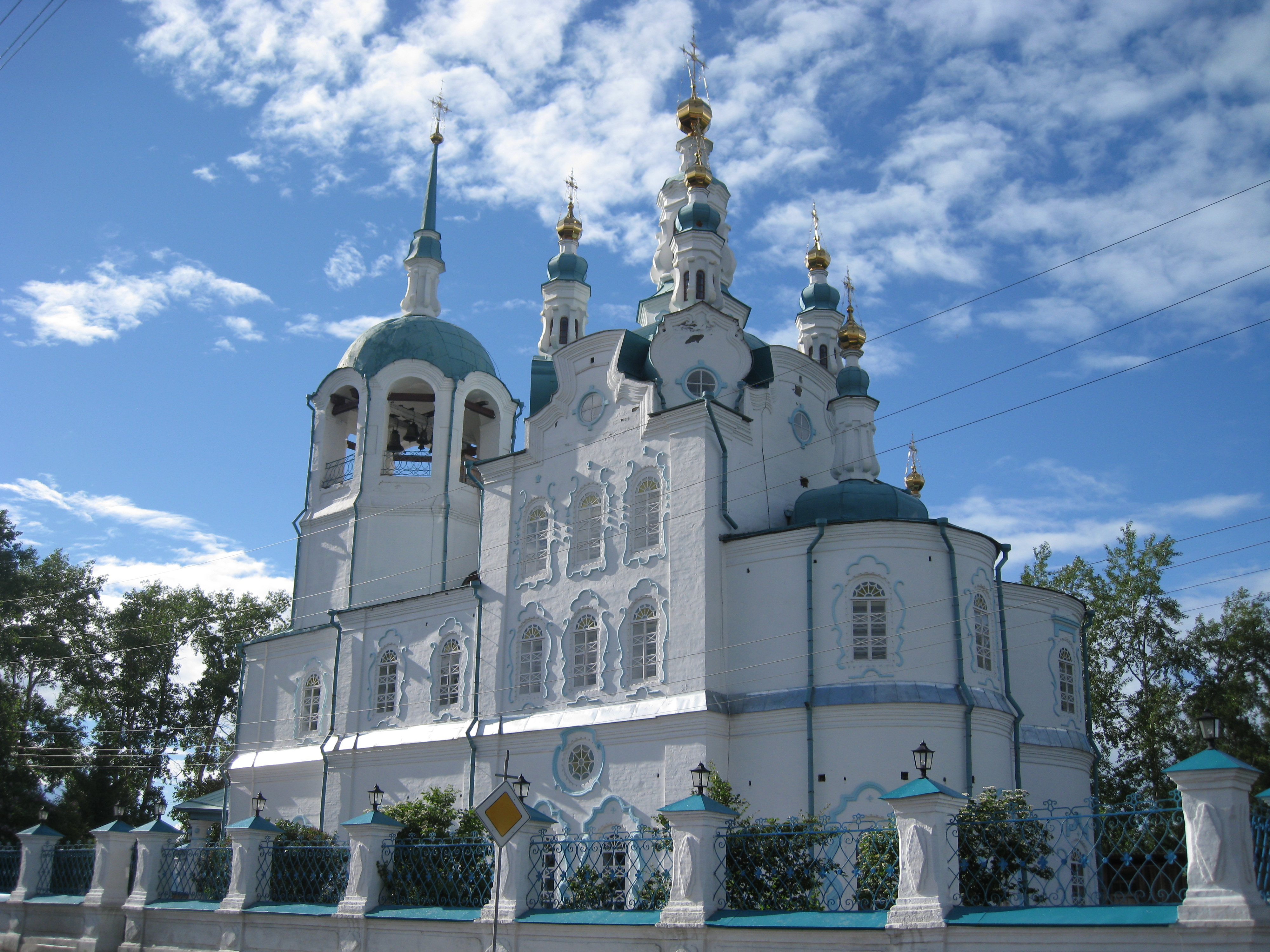
Успенський собор Єнісейська було завершено лише 1818 року

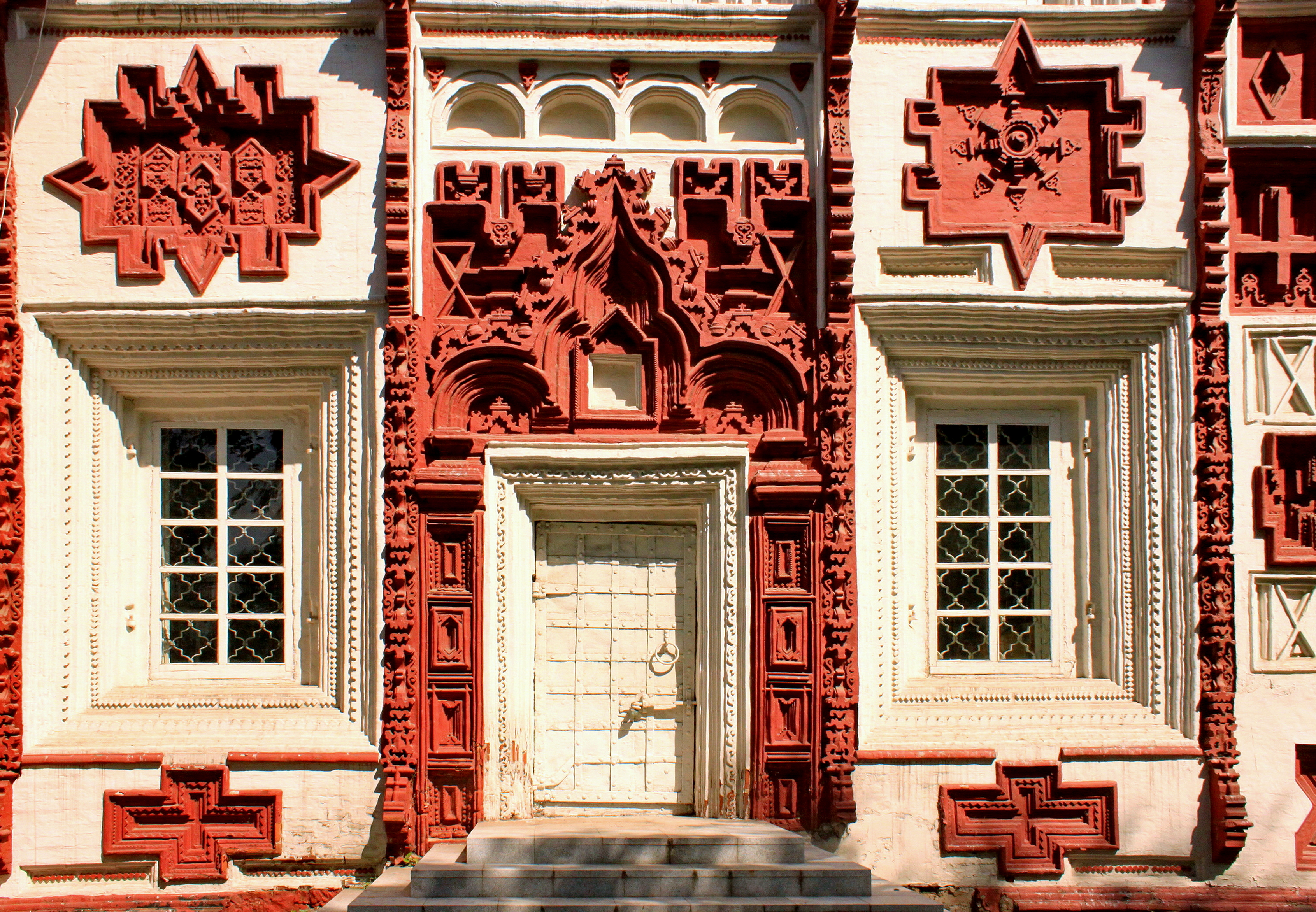
Унікальний для сибірського бароко настінний декор

- Спасо-Преображенська церква в Нижній Синячихі ;
- Знаменська церква в Тюмені ;
- Спаська церква в Тюмені ;
- Стрітенський собор у Ялуторівську ;
- Хрестовоздвиженська церква в Тобольську ;
- Церква Захарія та Єлизавети в Тобольську ;
- Покровська церква в Ханти-Мансійську ;
- Богоявленський собор в Ішимі ;
- Спаська церква в Тарі ;
- Воскресенська церква у Томську ;
- Спасо-Преображенський собор у Новокузнецьку ;
- Собор Троїцького монастиря в Туруханську ;
- Успенська церква у Верхньоімбатському ;
- Спаська церква в Мінусинську ;
- Успенський собор в Єнісейську ;
- Покровська церква в Красноярську ;
- Свято-Троїцький собор у Канську ;
- Володимирська церква в Іркутську ;
- Знаменська церква в Іркутську ;
- Хрестовоздвиженська церква в Іркутську ;
- Тихвінська церква в Іркутську ;
- Троїцька церква в Іркутську ;
- Чудотворська церква в Іркутську ;
- Собор Спасо-Преображенського монастиря в Посольському ;
- Свято-Одигітрієвський собор в Улан-Уде.